# Hörja kyrka
Hörja kyrka är en kyrka i Hörja i Hässleholms kommun. Den tillhör Tyringe församling i Lunds stift.

## Kyrkobyggnaden
Kyrkan är ursprungligen från 1200-talet och byggd av gråsten. I dag kvarstår långhus och kor från den ursprungliga kyrkan. Någon gång på 1300-talet eller 1400-talet uppfördes ett vapenhus vid kyrkans södra ingång. Kyrktornet med trappgavlar uppfördes 1924 efter ritning av Carl Andrén.

## Inventarier
- Predikstolen är från omkring 1600.
- Altaruppsatsen är från 1760-talet och har skapats av Johan Ullberg.
- Mässhake med tetragrammet JHWH.

### Orgel
- Tidigare användes ett harmonium i kyrkan.
- Den nuvarande orgeln byggdes 1949 av A. Mårtenssons Orgelfabrik AB, Lund och är en pneumatisk orgel. Orgeln är år 1988 inte spelar.

| Manual I      | Manual II     | Pedal      | Koppel |
| Principal 8'  | Rörflöjt 8´   | Subbas 16´ | I/P    |
| Gedackt 8'    | Gamba 8'      |            | II/P   |
| Nachthorn 4'  | Nasard 2 2/3' |            | II/I   |
| Mixtur 3 chor | Waldflöjt 2'  |            |        |

#### Kororgel
1983 byggde A. Mårtenssons Orgelfabrik AB, Lund en mekanisk kororgel.
| Manual            | Pedal      | Koppel  |
| Koppelflöjt 8'    | Subbas 16' | Man/Ped |
| Principal 4'      |            |         |
| Rörflöjt 4'       |            |         |
| Blockflöjt 2'     |            |         |
| Nasat 1 1/3'      |            |         |
| Crescendosvällare |            |         |